# Ботев, Антон Юрьевич
Антон Юрьевич Ботев (25 мая 1986, Омск, РСФСР, СССР) — российский и азербайджанский борец греко-римского стиля, чемпион России, участник чемпионата мира, чемпионата Европы, Кубка мира. Выступал на Олимпийских играх в Пекине. Мастер спорта России.

## Карьера
В августе 2003 года в Ростове-на-Дону стал чемпионом Европы среди кадетов. В августе 2005 года в польском Вроцлаве стал серебряным призёром чемпионата Европы среди юниоров. В июле 2005 года в венгерском городе Сомбатхей во второй раз подряд стал вторым на чемпионатах Европы среди юниоров. В конце июня 2007 года в Новосибирске стал бронзовым призёром чемпионата России. В августе 2007 года получил приглашение на просмотр в сборную Азербайджана, за которую вскоре стал выступать. В сентябре 2007 года неудачно выступил на домашнем предолимпийском чемпионате мира в Баку. В мае 2008 года в Риме на квалификационном турнире добыл лицензию на Олимпиаду в Пекин. В августе 2008 года на Олимпийских играх на стадии квалификации одолел Давида Салдадзе, который представлял Узбекистан, а в 1/8 финала уступил шведу Ялмару Шёбергу, в итоге занял 9 место. В июне 2009 года в Краснодаре стал чемпионом России. В июне 2010 года на чемпионате страны в Москве завоевал бронзовую медаль. В феврале 2011 года представлял Азербайджан на Кубке мира в Минске. С 12 сентября 2017 года работает тренером отделения греко-римской борьбы омской СШОР.

## Спортивные результаты

### За Россию
- Чемпионат Европы среди кадетов 2003 — ;
- Чемпионат Европы среди юниоров 2005 — ;
- Чемпионат Европы среди юниоров 2006 — ;
- Чемпионат России по греко-римской борьбе 2007 — ;
- Чемпионат России по греко-римской борьбе 2009 — ;
- Чемпионат России по греко-римской борьбе 2010 — ;

### За Азербайджан
- Чемпионат мира по борьбе 2007 — 16;
- Чемпионат Европы по борьбе 2008 — 17;
- Олимпийские игры 2008 — 9;
- Кубок мира по борьбе 2011 (команда) — 4;
- Кубок мира по борьбе 2011 — 6;
- Чемпионат Азербайджана по борьбе 2016 — .
- Чемпионат Азербайджана по борьбе 2019 — .

## Личная жизнь
В 2007 году окончил Омское государственное училище олимпийского резерва по специальности: «Педагог по физической культуре и спорту». Окончил Сибирский государственный университет физической культуры и спорта, квалификация «Специалист по физической культуре и спорту».